# Medelhav
| Medelhav |
| --- |
| Medelhavet, det kanske mest kända medelhavet. - Betydelse – bihav nästan helt omslutet av landmassor - Exempel – Medelhavet, Röda havet, Persiska viken, Östersjön, Hudson Bay, Amerikanska medelhavet, Norra ishavet - Relaterade begrepp – randhav (närmare anslutet till oceanen) |

Ett medelhav är ett bihav till en ocean som tränger djupt in i kontinenterna och mer eller mindre brett omsluts av dessa. Detta är till skillnad från randhav som endast ofullständigt kan skiljas från oceanerna genom öar och halvöar.
Till medelhaven hör Medelhavet (som gett denna grupp av hav sin gemensamma benämning), Röda havet, Persiska viken, Östersjön, Hudson Bay, Amerikanska medelhavet (uppdelat i Mexikanska golfen och Karibiska havet), Australasiatiska medelhavet och Norra ishavet. Det sistnämnda är det näst största medelhavet, endast överträffat av Australasiatiska medelhavet. Ibland ses Norra ishavet som ett av fem världshav, och om det ändå bör betraktas som ett medelhav – Arktiska medelhavet – är tröskeln mellan Skottland och Grönland en tydligare skiljelinje mot den övriga delen av Atlanten.
Tillsammans täcker de omkring 30 miljoner kvadratkilometer av jordens yta.
Många av medelhaven är belägna mellan kontinenter (interkontinentala medelhav), alternativt mellan delar av superkontinenter. De kan dock omges av landmassor som tillhör samma kontinent (intrakontinentala medelhav), och exempel på sådana är Östersjön och Persiska viken. Röda havet ligger mellan Asien och Afrika, vilka båda är delar av superkontinenten Afrika-Eurasien.